# The Beatles' Hits
The Beatles' Hits è il secondo EP dei Beatles pubblicato il 6 settembre 1963.

## Storia
L'EP venne fatto uscire solo in formato mono con il numero di catalogo Parlophone GEP 8880. Venne pubblicato un anno dopo l'uscita del loro primo singolo e consiste nei brani del lato A dei loro primi tre singoli più il lato B de terzo.

## Tracce
Testi e musiche di John Lennon e Paul McCartney.
1. From Me to You – 1:56
2. Thank You Girl – 2:01
3. Please Please Me – 2:03
4. Love Me Do – 2:22

## Musicisti
- George Harrison — chitarra solista, cori
- John Lennon — voce, chitarra ritmica
- Paul McCartney — voce, basso
- Ringo Starr — batteria, percussioni